# Jacopo Zucchi
Pour les articles homonymes, voir Zucchi.
Jacopo Zucchi (Florence, 1540 - Florence ou Rome, vers 1590) est un  peintre maniériste italien, qui fut l'élève de Vasari.

## Biographie
Jacopo Zucchi, apprenti de Giorgio Vasari, l'assiste aux décorations du Palazzo Vecchio en 1557 puis entre 1563 et 1565. Il l'accompagne également à Pise en 1561. 
Il entre à l'Académie du dessin de Florence en 1564 et aide Michel-Ange pour des décorations funéraires. Il devient le premier assistant de Vasari pour les décorations du Vatican en 1567 et 1572. 
À Rome, il trouve dans le cardinal Ferdinand de Médicis un protecteur plein de zèle, et qui lui fournit les moyens de se faire connaître. Il exécute pour lui un tableau représentant la Pêche du corail, dans lequel il place les portraits des plus belles dames romaines. Le succès qu'obtient ce tableau fait la fortune de l'artiste. Il est chargé de plusieurs grands ouvrages, et meurt très riche vers 1590. 
Outre des fresques au Vatican et dans plusieurs églises, on cite de lui un Saint Grégoire célébrant la messe, tableau dans lequel, par un anachronisme volontaire, il a représenté l'intérieur de la basilique Saint-Pierre de Rome et les principaux membres du sacré collège, au milieu desquels on distingue le cardinal de Médicis. 
Il eut son frère Francesco Zucchi comme élève.

## Œuvres

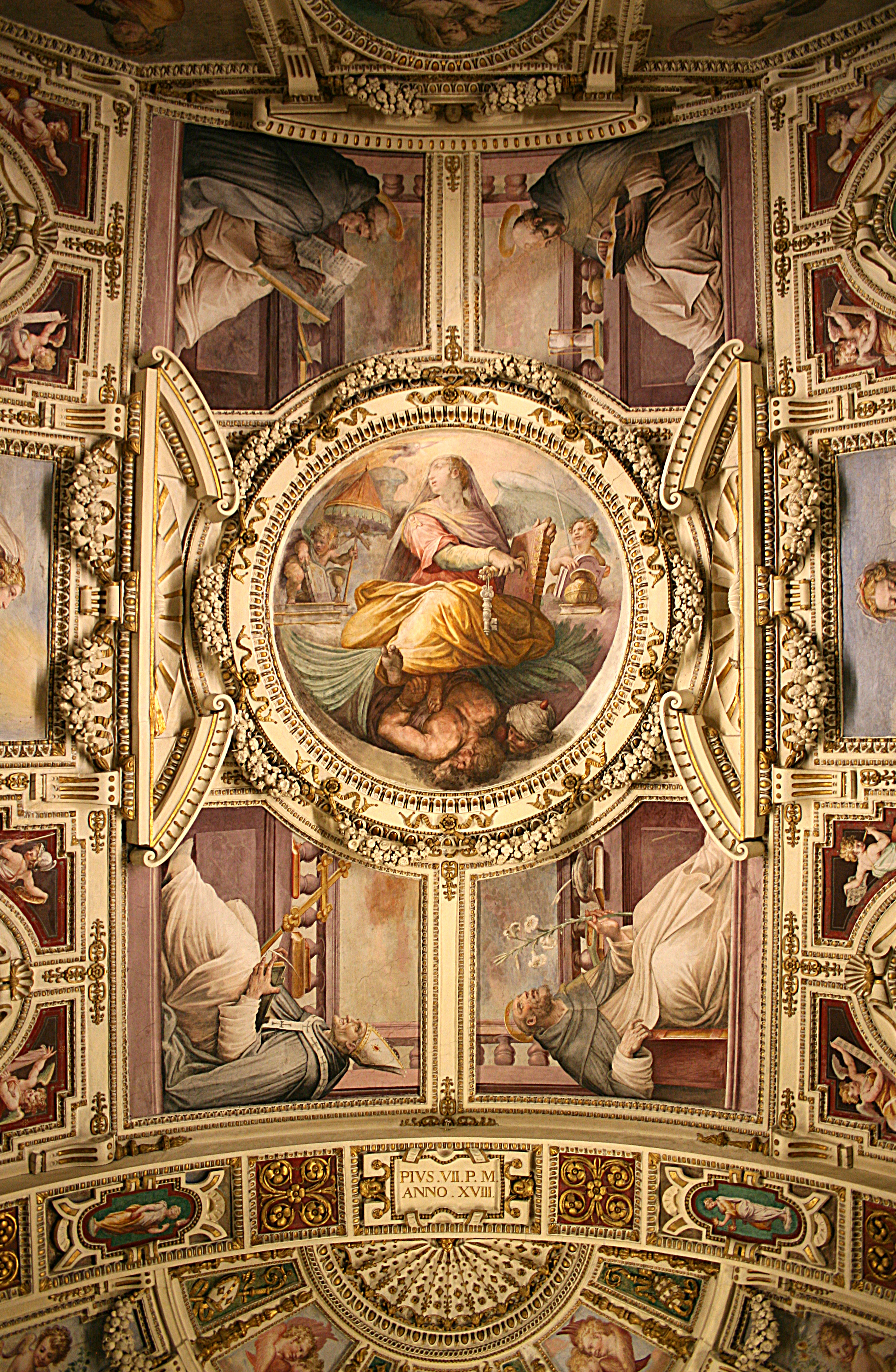
Chapelle Saint Pie V - Palais du Vatican.

- Décoration de la chapelle du Pape Pie V, Palais du Vatican
- Fresque au  Palazzo Rucellai et au Palazzo Vecchio de Florence
- Martyre d'un saint avec l'huile et Martyre d'un saint avec des crochets, dessins à la plume, San Francisco De Young Museum
- Immaculée Conception et Jésus chassant les marchands du temple, Kunsthistorisches Museum de Vienne
- Martyre de sainte Apollonia, National Gallery of Art, Washington
- Sainte famille, Musée des Augustins de Toulouse
- Amour et Psyché 1589, huile sur toile, 173 × 130 cm, Galerie Borghèse, Rome;
- Fresques des plafonds du Palazzo Ruspoli de Rome
- Décorations à la Villa Médicis (1576-1577), représentant une pergola peuplée d'une multitude d'oiseaux
- Bethsabée au bain, 1573-1574, Galerie nationale d'Art ancien, Rome
- Musée des Offices de Florence : 
  - Portrait de Vasari
  - L'Âge du fer
  - L'Âge d'or[1] et L'Âge de l'argent, huile sur bois, 50 × 38 cm. Auraient été exécutés pour Ferdinand de Médicis dans les années 1570[2],
  - La Mine d'or
  - Repos pendant la fuite en Égypte
  - Mort d'Adonis
  - Diane chasseresse